# Saint-Porchaire
Saint-Porchaire /sɛ̃pɔʁˈʃɛʁ/ è un comune francese di 1 660 abitanti situato nel dipartimento della Charente Marittima nella regione della Nuova Aquitania.

## Società

### Evoluzione demografica
Abitanti censiti